# Spike Lee
Spike Lee (Atlanta, Georgia, 20 de març del 1957), de nom verdader Shelton Lee, és un guionista, director i productor estatunidenc.

## Biografia
Criat en un mitjà artístic i intel·lectual afavorit, Spike Lee ha estat alumne del prestigiós Morehouse College, universitat destinada a formar les elits negres americanes, i després de la Tisch School of the Arts, l'escola de cinema de més anomenada de la costa est dels Estats Units. La seva obra es focalitza principalment en la comunitat afroamericana i, més generalment, sobre els problemes socials i identitaris de les minories.
Spike Lee ha donat a conèixer actors avui reconeguts com Denzel Washington, Halle Berry, Samuel L. Jackson o John Turturro.
La seva obra prolífica, sovint polèmica per la mirada que fa de la societat americana, amb pel·lícules com She's Gotta Have It (1986), Mo' Better Blues (1990), Malcolm X (1992) o també 25th hour (2002), en fan un cineasta estatunidenc ineludible.
El 2006, realitza una pel·lícula documental sobre la Nova Orleans afectada per l'huracà Katrina, entrevistant més de cent víctimes i recorrent la ciutat devastada amb, sobretot, Terence Blanchard, trompetista que treballa en la música de les seves pel·lícules des de fa vint anys i natiu d'aquesta ciutat. En dues parts de dues hores Katrina (when The Levees Broke) - When The Levees Broke: A Requiem In Four Acts ha estat difosa en HBO.
És germà dels també actors Cinquè i Joie Lee.

## Filmografia

### Cinema
- 1977: Last Hustle in Brooklyn (curtmetratge)
- 1980: The Answer (curtmetratge)
- 1981: Sarah (curtmetratge)
- 1983: Joe's Bed-Stuy Barbershop: We Cut Heads
- 1986: She's Gotta Have It
- 1988: School Daze
- 1989: Do the Right Thing
- 1990: Mo' Better Blues
- 1991: Jungle Fever
- 1992: Malcolm X
- 1994: Crooklyn
- 1995: Lumière et Compagnie (curtmetratge)
- 1995: Clockers
- 1996: Girl 6
- 1996: Puja a l'autobús (Get on the Bus)
- 1997: 4 Little Girls (documental)
- 1998: He Got Game
- 1999: Summer of Sam
- 2000: Bamboozled
- 2000: The Original Kings of Comedy
- 2001: A Huey P. Newton Story
- 2002: 25th Hour
- 2002: Jim Brown: All-American (documental)
- 2004: She Hate Me
- 2004: Sucker Free City
- 2006: Inside man
- 2008: Miracle at St. Anna
- 2009: Kobe Doin' Work (documental)
- 2010: If God Is Willing and Da Creek Don't Rise (documental)
- 2018: BlacKkKlansman
- 2020: Da 5 Bloods

### Televisió
- 1998: Freak (Sèrie TV)
- 2006: When The Levees Broke: A Requiem In Four Acts, difusió a HBO en dues parts de dues hores)

### Vídeoclips
- 1991: Prince: Money Don't Matter 2 Night
- 1995: Michael Jackson: They Don't Care About Us

## Controvèrsia
Spike Lee ha posat sovint en marxa controvèrsies, sobretot per la seva manera "agressiva" de defensar la comunitat afroamericana. Ha criticat sovint els cineastes més reputats de Hollywood. Quentin Tarantino, que l'havia dirigit en Girl 6, n'és un bon exemple: Lee li hauria retret que utilitzés a ultrança les paraules negre i negro en les seves pel·lícules Reservoir Dogs, Jackie Brown i Pulp Fiction: segons ell, no són les paraules en si mateix les que molesten, sinó l'ús excessiu que Tarantino en fa. Samuel L. Jackson defensa aquest últim:
| « | No penso que la paraula sigui ofensiva col·locada en el context de la pel·lícula. Els artistes negres pensen que són els únics autoritzats a utilitzar aquesta paraula. Jackie Brown és una magnífica pel·lícula que ret homenatge a les pel·lícules de la Blaxploitation. És una bona pel·lícula, cosa que Spike no ha fet des de fa alguns anys. | » |

## Premis i nominacions

### Premis
- 2003. Cèsar d'honor

### Nominacions
- 1989. Palma d'Or per Do the Right Thing
- 1990. Oscar al millor guió original per Do the Right Thing
- 1990. Globus d'Or al millor director per Do the Right Thing
- 1990. Globus d'Or al millor guió per Do the Right Thing
- 1991. Palma d'Or per Jungle Fever
- 1993. Os d'Or per Malcolm X
- 1995. Lleó d'Or per Clockers
- 1997. Os d'Or per Get on the Bus
- 1998. Oscar al millor documental per 4 Little Girls
- 1998. Emmy a la millor direcció de programa de no-ficció per When the Levees Broke: A Requiem in Four Acts
- 2001. Os d'Or per Bamboozled
- 2003. Os d'Or per 25th Hour
- 2007. Emmy al mèrit excepcional en programa de no-ficció per When the Levees Broke: A Requiem in Four Acts